# Tebuthiuron
Tebuthiuron ist eine chemische Verbindung aus der Gruppe der Harnstoffderivate.

## Gewinnung und Darstellung
Tebuthiuron kann durch eine mehrstufige Reaktion von Methyl-2,2-dimethylpropionat mit Hydrazin, Methylthioharnstoff, Schwefelsäure und Methylisocyanat gewonnen werden.

## Eigenschaften
Tebuthiuron ist ein farbloser Feststoff, der sich bei Erwärmung vor dem Erreichen des Schmelzpunktes zersetzt und schwer löslich in Wasser ist.

## Verwendung
Tebuthiuron ist ein relativ nichtselektives, im Boden aktiviertes Herbizid, dass durch Hemmung der Photosynthese wirkt. Es dient zur Bekämpfung von Unkräutern, Gräsern und Büschen auf Weideland und einer Vielzahl von Industriestandorten wie Flughäfen, Industriegebieten, nicht-landwirtschaftlichen Flächen wie Straßen und Gehwegen. Primäre Einsatzgebiete sind Weideland,  Eisenbahnanlagen und andere Industrieanlagen. Es wurde 1974 in den USA zugelassen.

## Zulassung
Tebuthiuron war in der BRD zwischen 1982 und 1986 zugelassen.
In der Europäischen Gemeinschaft ist es kein zulässiger Pflanzenschutzwirkstoff.
In Deutschland, Österreich und der Schweiz sind keine Pflanzenschutzmittel mit diesem Wirkstoff zugelassen.